# Ambly-Fleury
Ambly-Fleury ist eine französische Gemeinde  mit 134 Einwohnern (Stand 1. Januar 2022) im Département Ardennes in der Region Grand Est (bis 2015 Champagne-Ardenne). Sie gehört zum Kanton Rethel im Arrondissement Rethel. 

## Lage
Ambly-Fleury liegt etwa neun Kilometer östlich von Rethel am Ufer der Aisne und am Canal des Ardennes.
Nachbargemeinden sind Coucy im Nordwesten, Amagne im Norden, Givry im Osten, Mont-Laurent im Süden und Seuil im Westen.

## Weblinks

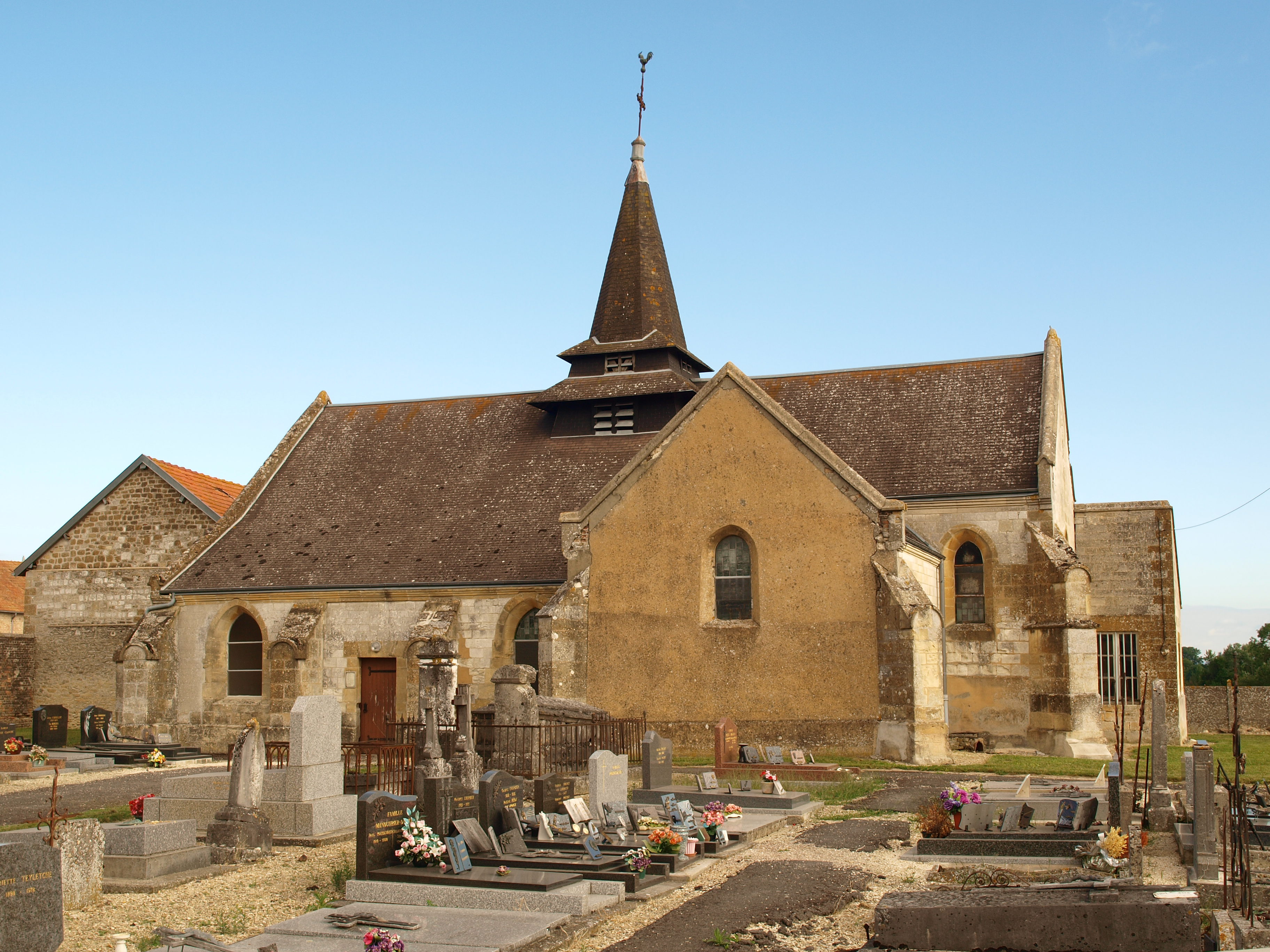
Kirche Saint-Pierre-aux-Liens

## Bevölkerungsentwicklung
| Jahr      | 1962 | 1968 | 1975 | 1982 | 1990 | 1999 | 2007 | 2018 |
| --------- | ---- | ---- | ---- | ---- | ---- | ---- | ---- | ---- |
| Einwohner | 190  | 195  | 148  | 124  | 130  | 151  | 139  | 134  |